# Khosrow Shīr
Khosrow Shīr (persiska: خسرو شیر) är en ort i Iran.   Den ligger i provinsen Khorasan, i den nordöstra delen av landet, 500 km öster om huvudstaden Teheran. Khosrow Shīr ligger 1 032 meter över havet och antalet invånare är 384.
Terrängen runt Khosrow Shīr är platt söderut, men norrut är den kuperad.Runt Khosrow Shīr är det ganska glesbefolkat, med 29 invånare per kvadratkilometer. Närmaste större samhälle är Feshānjerd, 2,1 km väster om Khosrow Shīr. Trakten runt Khosrow Shīr är ofruktbar med lite eller ingen växtlighet.